# Centrum (métro de Varsovie)
Centrum (en français : « Centre ») est une station de la ligne 1 du métro de Varsovie, située à Varsovie, dans le quartier de Śródmieście. Inaugurée le 26 mai 1998, la station permet de desservir le Palais de la culture et de la science, Ulica Marszałkowska ainsi que Aleje Jerozolimskie.

## Description
La station située sur deux étages est d'une largeur de 7 m pour 120 m de long. Le métro est situé en plein centre de la station, les quais se situant chacun aux abords gauche et droite de celle-ci. Les couleurs principales de cette station sont le jaune et le violet. À la surface se trouvent des escaliers ainsi que des ascensceurs pour les personnes souffrant de handicap, elle dispose également de points de vente de tickets, de toilettes, de guichets automatiques bancaires et de deux défibrillateurs. Se trouve à cette station aussi le poste de police du métro de Varsovie ainsi qu'un bureau de Poczta Polska.
Cette station est la 12e de la Ligne 1 du métro de Varsovie dans le sens sud-nord, suivie alors de la station Świętokrzyska, et est la 10e dans le sens nord-sud, suivie de la station Politechnika.

## Position sur la ligne 1 du métro de Varsovie

Position de la station Centrum (12e en partant du sud) sur la ligne 1.